# Железничка станица Каленић
Железничка станица Каленић је једна од железничких станица на прузи Београд—Бар. Налази се насељу Каленићи у општини Пожега. Пруга се наставља у једном смеру ка Пожеги и у другом према Косјерићу. Железничка станица Каленић састоји се из 3 колосека.

## Повезивање линија
- Пруга Београд—Бар